# Steindorf
Steindorf é um município da Alemanha, localizado no distrito de Aichach-Friedberg no estado da Baviera.